# Universal Truths and Cycles
Universal truths and cycles is het 14e studioalbum van de Amerikaanse indierockband Guided by Voices. Het album had diverse werktitels; Invisible train to earth, All sinners welcome, From a voice plantation en Exoskeleton motorcade.
Na een uitstapje bij TVT Records met twee albums keerde de band terug bij Matador. Het label wilde Guided by Voices graag terugnemen en de onderhandelingen duurden slechts enkele dagen. Het album belandde op #160 in de Billboard Top 200, #10 in de Top Independent Albums en #3 in de Top Heatseekers.

## Tracklist
Alle muziek en teksten zijn geschreven door Robert Pollard. 
| Nr. | Titel                                                                                         | Duur |
| --- | --------------------------------------------------------------------------------------------- | ---- |
| 1.  | Wire greyhounds                                                                               | 0:35 |
| 2.  | Skin parade                                                                                   | 2:57 |
| 3.  | Zap                                                                                           | 1:14 |
| 4.  | Christian animation torch carriers                                                            | 3:54 |
| 5.  | Cheyenne                                                                                      | 2:58 |
| 6.  | The weeping bogeyman                                                                          | 1:35 |
| 7.  | Back to the lake                                                                              | 2:33 |
| 8.  | Love 1                                                                                        | 0:54 |
| 9.  | Storm vibrations                                                                              | 4:59 |
| 10. | Factory of raw essentials                                                                     | 1:25 |
| 11. | Everywhere with helicopter                                                                    | 2:36 |
| 12. | Pretty bombs                                                                                  | 3:06 |
| 13. | Eureka signs                                                                                  | 3:06 |
| 14. | Wings of thorn                                                                                | 2:10 |
| 15. | Car language                                                                                  | 4:44 |
| 16. | From a voice plantation                                                                       | 2:06 |
| 17. | The ids are alright                                                                           | 1:10 |
| 18. | Universal truths and cycles                                                                   | 2:19 |
| 19. | Father Sgt. Christmas card                                                                    | 2:04 |
| 20. | The pipe dreams of instant Prince Whippit (Bonustrack op uitgaven buiten de Verenigde Staten) | 1:30 |

## Personeel

### Bezetting
- Robert Pollard, zang
- Doug Gillard, gitaar
- Nate Farley, gitaar
- Tim Tobias, bas
- Jon McCann, drums
- Chris Slusarenko, piano op #7
- Todd Tobias, aanvullend